# ガムラ橋
ガムラ橋（スウェーデン語: Gamla bron）とは、スウェーデンのウメ川に掛かっている全長301メートルの古い橋である。

## 歴史
橋が無かった頃は、ウメオの住民は冬季は凍った川の上を渡り、他の季節は船で川を渡っていた。
第二次ロシア・スウェーデン戦争でロシア軍がウメオを再び占領した1809年に、ロシア軍はウメ川に木舟橋を架けたが、春の洪水ですぐに流されてしまった。
当時ウメ川の架橋は費用が掛かり過ぎると看做されていたが、1856～1858年に着任したグスタフ・モーンセ（Gustaf Munthe）知事は架橋問題に興味を持っていた。知事は架橋が最善か、設計図の作成や費用の計算を部下に指示した。調査は橋の適地を探すために市の外の上流にまで及んだ。その結果、予想される費用は6万5450クローナで、付随費用を含めると総額は8万6000クローナになると計算された。
1863年に橋が完成し開通したが、その後長い間、利用者から橋の使用料を徴収した。橋は木製だったので10年毎に作りかえる必要があったが、1894～1895年に鉄製の橋になり、今日のような外観になった。現在は歩行者と自転車しか渡る事は出来ないが、2013年に破損箇所が見つかったので修復工事が行われた 。